# Novosilkî, Ripkî
Novosilkî (în ucraineană Новосілки) este un sat în așezarea urbană Radul din raionul Ripkî, regiunea Cernihiv, Ucraina.

## Demografie
Componența lingvistică a localității Novosilkî
     Ucraineană (91,15%)
     Rusă (8,85%)
Conform recensământului din 2001, majoritatea populației localității Novosilkî era vorbitoare de ucraineană (91,15%), existând în minoritate și vorbitori de rusă (8,85%).